# イセイ・ゾラティ
イセイ・ゾラティ（Isei Colati、1983年12月23日 - ）は、フィジーのラグビー選手。

## プロフィール
- フィジー・スバ出身[1]。
- ポジションはプロップ(PR)。
- 身長 175cm、体重 115kg
- フィジー代表キャップは9（2020年7月現在）。

## 略歴
2015年、ラグビーワールドカップ2015のフィジー代表に選ばれた。